# Bâlea-søen
Bâlea-søen (rumænsk: Lacul Bâlea eller Bâlea Lac, pronounced [ˈbɨle̯a] ; ungarsk: Bilea-tó) er en gletsjersø beliggende i 2.034 m højde i Făgăraș Bjergene, i det centrale Rumænien, i Cârțișoara, Sibiu-distriktet. Der er to hytter, der er åbne hele året rundt, en meteorologisk station og en bjergredningsstation (Salvamont). Den er tilgængelig i bil på Transfăgărășan-vejen om sommeren, og resten af året med en svævebane fra "Bâlea Cascadă"-hytten.
Den 17. april 1977 dræbte en lavine 23 skiløbere, der var samlet nær søen; 19 af dem var gymnasieelever fra Samuel von Brukenthal National College i Sibiu. Dette var den dødeligste lavine nogensinde i Rumænien, med det 42. højeste dødstal i verden.
I 2006 blev det første ishotel i Østeuropa bygget i nærheden af søen. Hotellet har siden da været åbent i 15 år, men var lukket i sæsonen 2019-2020 på grund af højere temperaturer end normalt.